# Bas Soetenhorst
Bas Soetenhorst (1966) is een Nederlandse schrijver en journalist die schrijft voor Het Parool. Als onderzoeksjournalist schreef Soetenhorst onder andere over radicalisering.
Soetenhorst is een zoon van Jacquelien de Savornin Lohman en Rob Soetenhorst, hoofdredacteur van de Haagse Courant.
Na het Rijnlands Lyceum studeerde hij journalistiek en rechten. Hij begon bij Het Parool op de buitenlandredactie, werkte vervolgens op het Binnenhof, en werd uiteindelijk stadsverslaggever in Amsterdam.

## Auteur
In zijn tijd in Den Haag als verslaggever op het Binnenhof verschenen van zijn hand drie politieke boeken waarin hij de teloorgang van de PvdA, de richtingenstrijd binnen de VVD en de bonnetjesaffaire van burgemeester Peper in Rotterdam onderzocht. Deze laatste reconstructie van de affaire en het strafrechtelijk onderzoek daarnaar, leidde tot het aftreden van Peper als minister van Binnenlandse Zaken.
Nadat hij voor Het Parool naar de stadsredactie van Amsterdam was overgestapt, verschenen in 2011 zijn boek over de aanleg van de Noord/Zuidlijn. Ondanks enorme kostenoverschrijdingen, vertraging, tunnelvisies en wanbeleid kwam de lijn er in 2018 toch. Het boek beschrijft de rol van het stadsbestuur en van welgestelde burgers, en het onaantastbare geloof in een project.
In 2015 schreef hij met Jeroen Wester een boek over de financiële ondergang van het Amsterdamse Slotervaartziekenhuis, het eerste geprivatiseerde ziekenhuis van Nederland. Het ontluisterende verhaal had als titel De Kraak van het Slotervaartziekenhuis & de avonturen van Aysel Erbudak. Na de privatisering zouden mismanagement en malversaties door Aysel Erbudak, en gebrek aan controle op de besteding van jaarlijks meer dan 130 miljoen euro gemeenschapsgeld, uiteindelijk tot de ondergang van het Slotervaartziekenhuis leiden.

## Erkenning
In 2012 werd Soetenhorst winnaar van de Brusseprijs en de journalistieke prijs De Loep (2011) voor Het Wonder van de Noord/Zuidlijn.
Het verhaal over de fusie tussen de UvA en de VU dat hij schreef met verslaggeefster Elisa Hermanides werd in 2014 genomineerd voor de Nationale Prijs voor Onderwijsjournalistiek.

## Prijzen
- Brusseprijs 2012
- De Loep 2011